# Шифдорф

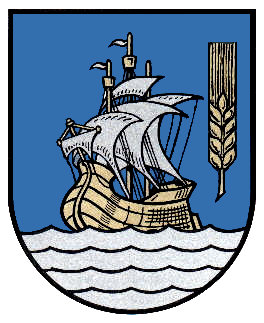
Шифдорф

Шифдорф (нем. Schiffdorf) — община в Германии, в земле Нижняя Саксония.
Входит в состав района Куксхафен. Население составляет 14 008 человек (на 31 декабря 2010 года). Занимает площадь 113,56 км².